# Miami Open 1993
Il Miami Open 1993, ufficialmente Lipton Championships 1993 per motivi di sponsorizzazione, è stato un torneo di tennis giocato sul cemento.
È stata la 9ª edizione del Miami Open, facente parte della categoria ATP Super 9 nell'ambito dell'ATP Tour 1993,
e della Tier I nell'ambito del WTA Tour 1993.
Sia il torneo maschile che quello femminile si sono giocati al Tennis Center at Crandon Park di Key Biscayne in Florida,
dall'8 al 22 marzo 1993.

## Campioni

### Singolare maschile
Pete Sampras ha battuto in finale  MaliVai Washington con il punteggio di 6–3, 6–2

### Singolare femminile
Arantxa Sánchez Vicario ha battuto in finale  Steffi Graf con il punteggio di 6–4, 3–6, 6–3

### Doppio maschile
Richard Krajicek /  Jan Siemerink hanno battuto in finale  Patrick McEnroe /  Jonathan Stark con il punteggio di 6–7, 6–4, 7–6

### Doppio femminile
Jana Novotná /  Larisa Neiland hanno battuto in finale  Jill Hetherington /  Kathy Rinaldi con il punteggio di 6–2, 7–5